# Sidanegara (Kedungreja)
Sidanegara is een bestuurslaag in het regentschap Cilacap van de provincie Midden-Java, Indonesië. Sidanegara telt 6880 inwoners (volkstelling 2010).